# Jaeschkea
Jaeschkea es un género  de plantas con flores perteneciente a la familia Gentianaceae.  Comprende 7 especies descritas y de estas, solo 2 aceptadas.

## Descripción
Es una planta herbácea erecta, anual o bienal. Hojas basales en rosetas, las caulinarias opuestas, linear-lanceoladas u ovadas. La inflorescencia en una cima pedunculada o flores solitarias. Flores bisexuales, zigomorfas, meras, campanuladas (raramente tubulares). Cáliz sobre todo dividido en la base o la formación de un tubo muy pequeño.Corola, azul, púrpura, violeta o rosa, raramente blanca. Nectarios generalmente presentados en pares en la base  y alternando con los pétalos.

## Taxonomía
El género fue descrito por  Wilhelm Sulpiz Kurz y publicado en Journal of the Asiatic Society of Bengal. Part 2. Natural History 39(2): 230, pl. 13. 1870.

## Especies aceptadas
A continuación se brinda un listado de las especies del género Jaeschkea aceptadas hasta marzo de 2014, ordenadas alfabéticamente. Para cada una se indica el nombre binomial seguido del autor, abreviado según las convenciones y usos.
- Jaeschkea canaliculata (Royle ex G. Don) Knobl.
- Jaeschkea microsperma C.B. Clarke